# Нитрат ртути(I)
Нитрат ртути(I) — химическое соединение, существует только в виде димера {\displaystyle {\mathsf {Hg_{2}(NO_{3})_{2}}}}.
Синонимы: динитрат диртути, ртуть азотнокислая закисная.

## Физические и химические свойства

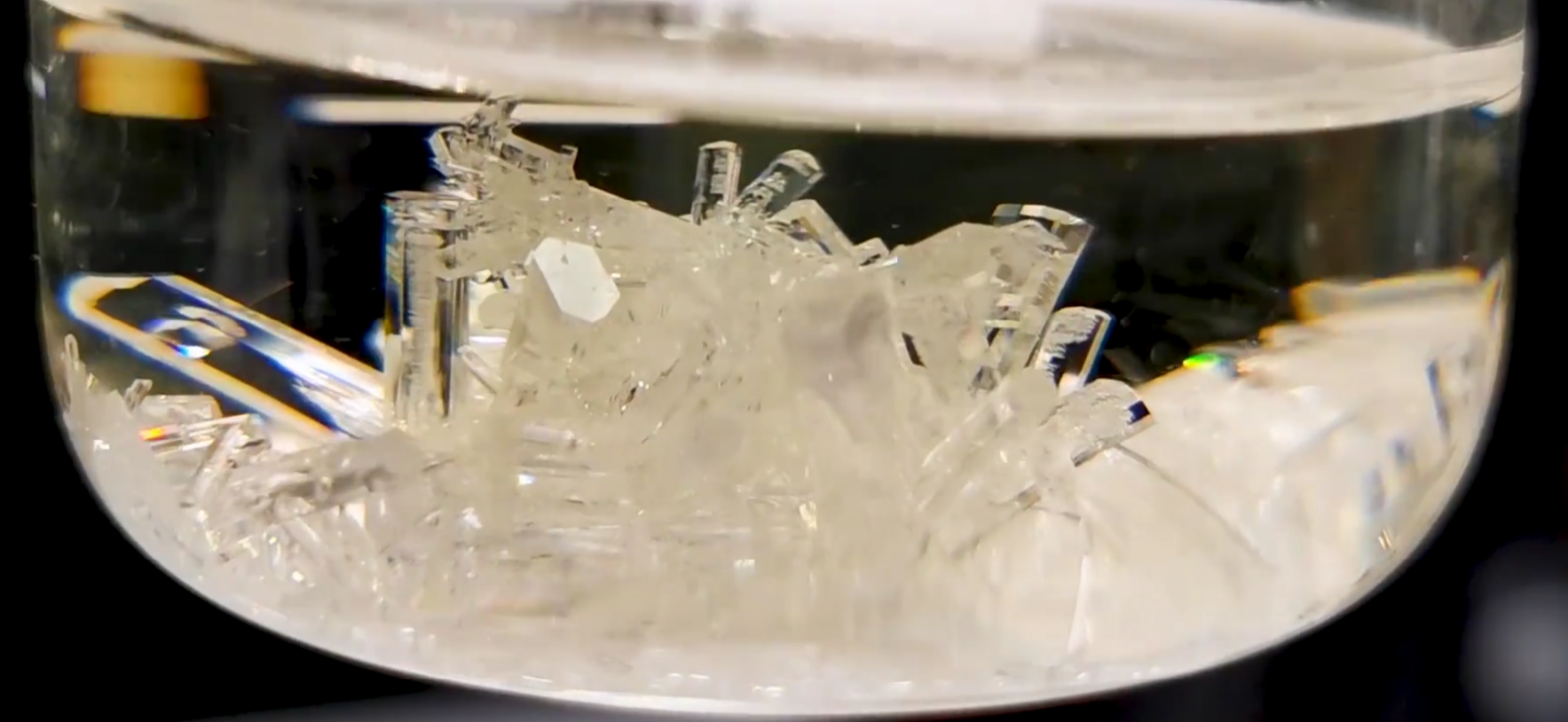
Кристаллы дигидрата нитрата ртути (I)

В чистом виде — бесцветные кристаллы, в воде гидролизуются, растворимы в сероуглероде и азотной кислоте. Растворы обладают сильными восстановительными свойствами. Для предотвращения частичного окисления кислородом воздуха, в растворы нитрата ртути добавляют свободную ртуть.
Образует кристаллогидрат Hg2(NO3)2•2H2O. На воздухе теряет кристаллогидратную воду.
Неустойчив, при добавлении щелочи к раствору соли образуется чёрный осадок:
{\displaystyle {\mathsf {Hg_{2}(NO_{3})_{2}+2KOH\rightarrow HgO\downarrow +Hg\downarrow +2KNO_{3}+H_{2}O}}}
Разлагается при температуре 70-150°C:
{\displaystyle {\mathsf {Hg_{2}(NO_{3})_{2}\rightarrow 2HgO+2NO_{2}}}}
Концентрированный раствор соли гидролизуется водой с образованием осадка основной соли:
{\displaystyle {\mathsf {Hg_{2}(NO_{3})_{2}+H_{2}O\rightarrow Hg_{2}NO_{3}(OH)\downarrow +HNO_{3}}}}
Реагирует с разбавленной хлороводородной кислотой:
{\displaystyle {\mathsf {Hg_{2}(NO_{3})_{2}+2HCl\rightarrow Hg_{2}Cl_{2}\downarrow +2HNO_{3}}}}
Окисляется горячей концентрированной азотной кислотой:
{\displaystyle {\mathsf {Hg_{2}(NO_{3})_{2}+4HNO_{3}\rightarrow 2Hg(NO_{3})_{2}+2NO_{2}\uparrow +2H_{2}O}}}
Может также окислиться разбавленной азотной кислотой в присутствии кислорода:
{\displaystyle {\mathsf {2Hg_{2}(NO_{3})_{2}+4HNO_{3}+O_{2}\rightarrow 4Hg(NO_{3})_{2}+2H_{2}O}}}
Выпадение желтого осадка ртути при реакции с медью:
{\displaystyle {\mathsf {Hg_{2}(NO_{3})_{2}+Cu\rightarrow 2Hg\downarrow +Cu(NO_{3})_{2}}}}
Реагирует с насыщенным раствором сероводорода:
{\displaystyle {\mathsf {Hg_{2}(NO_{3})_{2}+H_{2}S\rightarrow HgS\downarrow +Hg\downarrow +2HNO_{3}}}}
Выпадает осадок дииодида диртути при добавлении иодида калия:
{\displaystyle {\mathsf {Hg_{2}(NO_{3})_{2}+2KI\rightarrow Hg_{2}I_{2}\downarrow +2KNO_{3}}}}
На холоде реагирует с гидрокарбонатом калия:
{\displaystyle {\mathsf {Hg_{2}(NO_{3})_{2}+2KHCO_{3}\rightarrow Hg_{2}CO_{3}\downarrow +2KNO_{3}+H_{2}O+CO_{2}\uparrow }}}

## Получение
Соль может быть получена из металлической ртути при действии разбавленной азотной кислоты на холоде:
{\displaystyle {\mathsf {6Hg+8HNO_{3}\rightarrow 3Hg_{2}(NO_{3})_{2}+2NO\uparrow +4H_{2}O}}}
А также при добавлении жидкой ртути к нитрату ртути:
{\displaystyle {\mathsf {Hg(NO_{3})_{2}+Hg\rightleftarrows Hg_{2}(NO_{3})_{2}}}}

## Производство
В СССР выпускался химический реактив Ртуть(I) азотнокислая 2-водная нескольких квалификаций по ГОСТ 4521-78.

## Применение
- В химическом анализе в меркуриметрических методах объёмного анализа.
- Чернение латуни
- Компонент глазурей
- Компонент пиротехнических составов

## Токсикология и физиологические свойства
Как и многие другие соединения ртути, нитрат ртути(I) Hg2(NO3)2 (ртуть азотнокислая, закисная; динитрат диртути, нитрат диртути(2+)) - это очень токсичное вещество. В высоких концентрациях вредно влияет на центральную нервную систему.